# Ouratea acuminata
Ouratea acuminata är en tvåhjärtbladig växtart som först beskrevs av Dc., och fick sitt nu gällande namn av Adolf Engler. Ouratea acuminata ingår i släktet Ouratea och familjen Ochnaceae. Inga underarter finns listade i Catalogue of Life.